# Oxygen Radical Absorbance Capacity
Mit Hilfe der Oxygen Radical Absorbance Capacity (ORAC; deutsch: Fähigkeit zum Abfangen von Sauerstoffradikalen) kann die antioxidative Kapazität einer Probe angegeben werden. Bei der Messung dient das Vitamin-E-Derivat Trolox als Referenz, weswegen das Ergebnis in Trolox-Äquivalenten angegeben wird. Der ORAC-Wert wird häufig für Lebensmittel bestimmt.
Die ORAC-Messung ist auf wasserlösliche (ORAC oder H-ORAC) und fettlösliche Antioxidantien (L-ORAC) anwendbar. Im Vergleich mit anderen Methoden zur Bestimmung der antioxidativen Kapazität (zum Beispiel TEAC, FRAP) wird bei der ORAC-Messung die antioxidative Reaktion während ihres gesamten Verlaufes beobachtet und nicht nur zu einem bestimmten Zeitpunkt gemessen.

## Messprinzip
Das Prinzip der Messung basiert auf der Reaktion des künstlichen Radikalerzeugers 2,2′-Azobis(2-Amidinopropan)dihydrochlorid (AAPH) mit dem fluoreszierenden Farbstoff Fluorescein. Die erzeugten Radikale oxidieren das Fluorescein; das oxidierte Fluorescein fluoresziert nicht. Diese Reaktion wird verlangsamt oder für eine gewisse Zeit unterdrückt, wenn ein Antioxidans anwesend ist, da die erzeugten Radikale mit dem Antioxidans reagieren und nicht mit dem Fluorescein. Die Reaktion wird über 60–90 Minuten beobachtet, indem die Fluoreszenz der Probelösung gemessen wird, bis sie auf Null sinkt, d. h. bis alle vorhandenen Fluoresceinmoleküle oxidiert sind. Die gemessene Fluoreszenz lässt sich in Abhängigkeit von der Zeit graphisch darstellen. Es ergibt sich eine sigmoide Kurve. Die Fläche unter dieser Kurve entspricht der antioxidativen Kapazität.
Zur Quantifizierung dienen Trolox-Lösungen bekannter Konzentration. Diese Lösungen werden in gleicher Weise gemessen. Dabei lässt sich (in einem bestimmten Konzentrationsbereich) ein linearer Zusammenhang zwischen gemessener Fläche unter der Fluoreszenz-Zeit-Kurve und der Trolox-Konzentration beobachten. Also kann man ausrechnen, welche Trolox-Konzentration dieselbe Fläche ergeben würde wie die gemessene Probe.

## Maßeinheit
Der ORAC-Wert wird in Troloxäquivalenten pro Volumen- oder Gewichtseinheit der Probe angegeben, zum Beispiel µg TE/100 g oder µg TE/mL. Die Maßeinheit ist bei Nennung eines ORAC-Wertes immer anzugeben, da zum Beispiel die Angabe „Der ORAC-Wert beträgt 100.“ sowohl 100 µg TE/100 g als auch 100 mg TE/g (oder andere Einheiten) bedeuten könnte, also nicht eindeutig und damit nicht vergleichbar ist.

## Erweiterungen

### L-ORAC
Zur Messung fettlöslicher Antioxidantien werden Aceton und als Lösungsvermittler zufällig methyliertes β-Cyclodextrin (randomly methylated β-cyclodextrine, RMCD) zugegeben, so dass sich die fettlöslichen Antioxidantien in dem ansonsten wässrigen Reaktionsgemisch lösen. Der so gemessene ORAC-Wert wird als L-ORAC bezeichnet. Die Messmethode ohne RMCD kann zur Abgrenzung dann H-ORAC genannt werden.

### Total ORAC
Um die Wirksamkeit von Antioxidantien gegenüber verschiedenen Radikalen zu messen, können außer AAPH andere Radikalerzeuger eingesetzt werden. Diese Abweichung von dem von Ou et al. beschriebenen Protokoll kann zu unterschiedlichen Ergebnissen führen. Deshalb sollte diese Abweichung zusammen mit dem Ergebnis genannt werden. Die Summe der ORAC-Ergebnisse aus Messungen mit fünf verschiedenen Radikalerzeugern wird als „Total ORAC“ vermarktet.

### Zelluläre antioxidative Aktivität (CAA)
Um die Situation im Körper besser zu simulieren, kann die zellulären antioxidative Aktivität (cellular antioxidant activity, CAA) gemessen werden. Das Messprinzip ist hier analog wie beim ORAC, jedoch müssen die Reaktionspartner (also auch das Antioxidans) zunächst von den Zellen einer Zellkultur aufgenommen werden.

## Bedeutung
- Der ORAC-Wert berücksichtigt den kompletten Verlauf der Reaktion, wodurch Antioxidantien, die die Lag-Time verlängern, und Antioxidantien, die die Reaktionsgeschwindigkeit verlangsamen, vergleichbar werden.
- ORAC-Werte sind untereinander vergleichbar, da das von Ou et al.[1] vorgeschlagene Protokoll üblicherweise beachtet wird.
- Der ORAC-Wert beschreibt eine chemische Eigenschaft des gemessenen Stoffes oder Lebensmittels. Da die bei der ORAC-Messung ablaufende Reaktion im Körper nicht stattfindet und da die Bioverfügbarkeit der Probenbestandteile nicht bekannt ist, kann aus dem ORAC-Wert keine gesundheitliche Wirkung geschlossen werden.[6]
- Der ORAC-Wert wird (als Nachweis von antioxidativer Kapazität) von Verbrauchern mit positiven gesundheitlichen Wirkungen assoziiert. Daher wird der ORAC-Wert im Marketing für Lebensmittel genutzt.

Das Landwirtschaftsministerium der Vereinigten Staaten (USDA) stellte 2012 fest, dass es keinen Beweis der Theorie der freien Radikale gebe und die Messung daher irrelevant sei.